# SOMUA S35
Il SOMUA S35 fu un carro armato di produzione francese impiegato durante la seconda guerra mondiale.
Prodotto fra il 1936 e il 1940 per equipaggiare le divisioni corazzate della cavalleria, era un carro medio veloce, relativamente agile, affidabile, dotato di buon raggio d'azione, con armamento e corazzature equivalenti a quelli Alleati o tedeschi, come il Panzer III.
Durante l'invasione tedesca del maggio 1940, il SOMUA S35 dimostrò di essere all'altezza dei carri avversari; tuttavia esso fu mal utilizzato dai comandi francesi, che lo utilizzavano come unità di supporto alla fanteria anziché come unità a sé stante e non poté mai esprimere appieno il suo potenziale. Dopo la sconfitta della Francia nel giugno dello stesso anno, i SOMUA catturati furono riutilizzati dalle Potenze dell'Asse.
Un modello derivato, il SOMUA S40, con sospensioni migliorate e modifiche sia allo scafo che alla torretta, sarebbe dovuto entrare in produzione nel luglio 1940.

## Storia
Agli inizi degli anni trenta l'Armée de terre, l'esercito francese, era equipaggiato con vecchi carri, spesso risalenti alla prima guerra mondiale, come il Renault FT ed oramai considerati obsoleti nel teatro di un'ipotetica guerra. Venne quindi deciso di avviare un programma di ammodernamento del parco mezzi da destinare ai propri reparti.

### Sviluppo
Nel giugno 1934 l'Armée de terre emise una specifica per la fornitura di un nuovo mezzo corazzato, designato Automitrailleuse de combat (AMC), destinato ai reparti di cavalleria. Le caratteristiche richieste erano:
- peso a vuoto di almeno di 13 tonnellate
- equipaggio di tre uomini
- armamento composto da mitragliatrice 7.5 mm e cannone 47 mm
- dotato di torretta Puteaux APX-1
- corazzatura spessa almeno 40 mm

Al concorso rispose, nel 1935 la Société d'Outillage Mécanique et d'Usinage d'Artillerie (SOMUA), filiale di Schneider, realizzando un primo prototipo, denominato AC2, derivato dal Char D1 e D2. Il modello attrasse subito l'attenzione dei militari per le buone prestazioni. Un secondo prototipo denominato AC3, fu valutato delle autorità militari competenti. La commissione incaricata lo apprezzò per le sue caratteristiche che, nonostante la massa di 19 t dovuta alla corazzatura da 40 a 55 mm di spessore, si rivelò dotato di ottima velocità e manovrabilità, e per il suo armamento, basato sul cannone automatico L32 calibro 47 mm combinato alla mitragliatrice con funzione contraerea calibro 7,5 mm.
Fu così avviata alla produzione una preserie di quattro veicoli, migliorati rispetto al prototipo e denominati AC4. Questi primi veicoli erano dotati della torretta standard APX-4, munita di cannone 47 mm SA 34. Il 25 marzo 1936, il modello venne accettato come carro medio standard in dotazione alla Cavalleria, con il nome di Automitrailleuse de Combat modèle 1935 S (o AMC 1935 S), e fu impartito un primo ordine di 50 esemplari. Il carro, già all'epoca, fu più comunemente conosciuto con il nome SOMUA S35.

### Produzione
Per la metà del 1938 ne erano già stati prodotti un centinaio. Alla data del 1º settembre 1939 gli esemplari prodotti erano 270. Di questi, 191 erano già in servizio, 51 in deposito e 4 in fabbrica per delle operazioni di revisione. Con lo scoppio della guerra fu impartito un nuovo ordine di 200 unità, portando l'ordinativo totale a 700 esemplari. Più tardi fu deciso che dal 451º veicolo in avanti si sarebbe passati alla produzione del modello migliorato S 40. La produzione, terminata alla fine di maggio 1940 con la sconfitta della Francia, si attestò su un totale di 427 esemplari costruiti. I veicoli prodotti in serie vennero dotati del cannone SA 35, al posto del SA 34.

### Impiego operativo

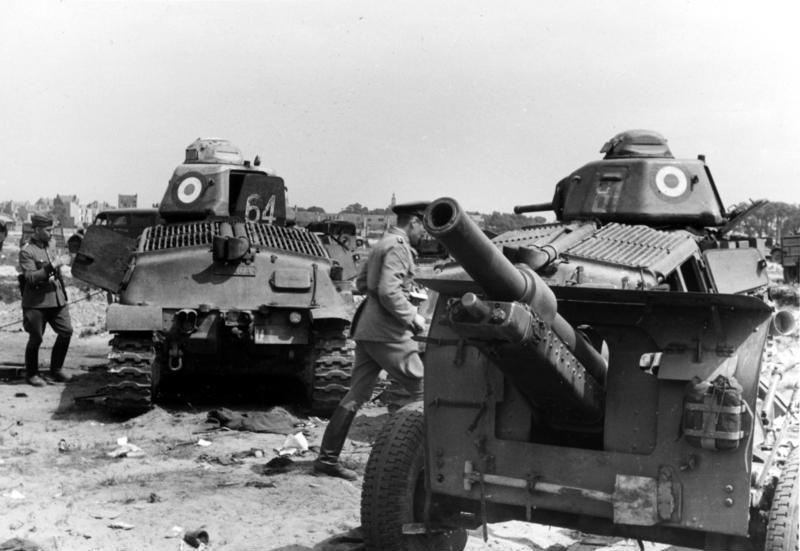
Due S35 catturati dai tedeschi nel 1940

Al momento dell'invasione l'S35 armava le divisioni di cavalleria meccanizzata; 288 esemplari erano sulla linea del fronte all'inizio dell'invasione, suddivisi in tre divisioni. Ogni divisione aveva un organico di otto squadroni da dieci S35 ciascuno. Inoltre, ogni squadrone aveva in riserva 2 carri ed ogni comandante di reggimento e brigata era munito di un carro personale; il totale era quindi di 88 veicoli per divisione.
Altri 31 esemplari erano tenuti di riserva, 49 erano ancora nei magazzini dello stabilimento di produzione e 26 stavano per essere ultimati. Questi veicolo furono più tardi dislocati in unità ad hoc, come la 4° DCR (Division Cuirassée, in italiano "Divisione Corazzata"), comandata da Charles De Gaulle, che ricevette 39 veicoli, la 4° DLM (Division Légère Mécanique, in italiano, "Divisione Meccanizzata Leggera") che ne ricevette 10; altre unità ne ricevettero complessivamente 25.
Alcune unità distrutte (1°, 2° e 3° DLM) furono ricostituite utilizzando qualcuno di questi S35 non subito utilizzati al fronte: la 1° e la 2° ne ricevettero 10 mentre la 3° ne ottenne 10.
L'S.35 servì anche con la 7ª Cuirassiers (25 esemplari) e un plotone di tre esemplari era presente nella 3ª DLC (Division Légère de Cavalerie, in italiano, "Divisione Leggera di Cavalleria")
Nel maggio 1940, durante la campagna di Francia, alle divisioni DLM fu affidato il difficile compito di insidiare le truppe tedesche avanzando rapidamente nei Paesi Bassi. La 2° e 3° DLM furono concentrate a Gembloux, tra Lovanio e Namur, dove erano assenti ostacoli naturali che potessero impedire l'avanzata alle truppe tedesche. Tra il 13 e il 15 maggio la 3° e 4° Panzer-Division ingaggiarono le divisioni francesi nella Battaglia di Hannut. L'esito della battaglia fu favorevole alle truppe tedesche; tuttavia gli S35 si comportarono bene, dimostrandosi superiori ai carri tedeschi. La 1° DLM, che nel frattempo era stata mossa verso nord, fu riportata rapidamente verso sud di 200 km. Nella confusione e disorganizzazione che ne seguirono, la divisione fu incapace di esprimere il suo potenziale, e fu distrutta dalla 5ª Panzer-Division tedesca il 17 maggio. Le altre divisioni DLM rimasero sulla difensiva; parteciparono alla Battaglia di Arras, durante la quale furono completamente annientate.

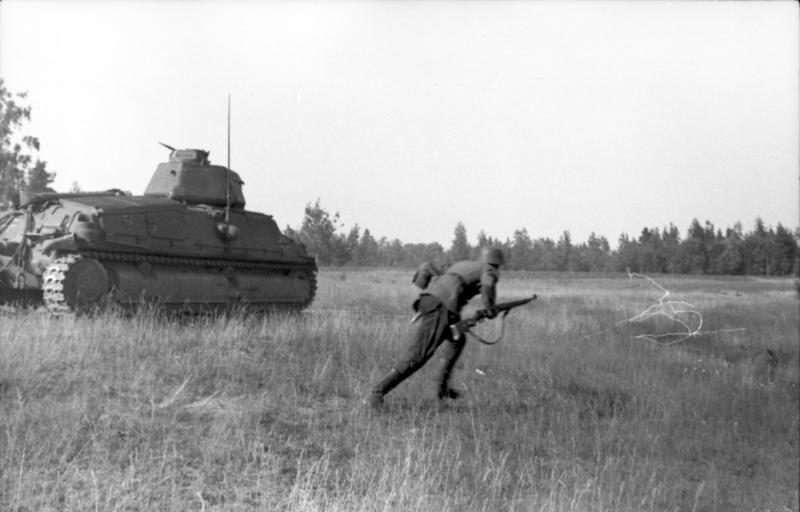
Un S.35 in servizio nell'esercito tedesco sul fronte orientale

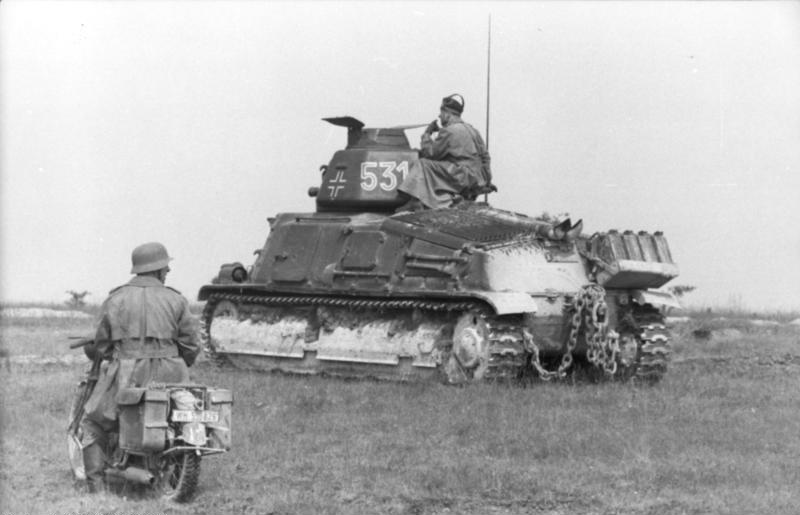
Un altro S.35 in servizio nell'esercito tedesco sul fronte orientale

Il carro, benché superiore a quasi tutti i corrispettivi tedeschi, non ebbe alcun vero peso nella campagna francese a causa di errori strategici e tattici. I francesi utilizzavano piccoli gruppi di carri, sparpagliati tra le divisioni di fanteria; ciò costituiva un notevole svantaggio nel contesto della guerra lampo tedesca. Nonostante questo, il mezzo si rivelò talmente buono da essere immediatamente riutilizzato dalle forze tedesche, sotto la designazione di Panzerkampfwagen 35-S 739(f). I tedeschi modificarono la cupola per l'osservazione, tagliandola ed installandovi un portellone. Già nel dicembre del 1940 i tedeschi avevano creato un'unità equipaggiata con carri francesi: il 201° Panzerregiment, armato con 36 S35 e 82 Hotchkiss H-38. Durante il febbraio 1941 venne creato il 202° Panzerregiment. I due reggimenti vennero uniti all'interno della 100ª Panzerbrigade. Nel gennaio dello stesso anno fu anche creata il 301° Panzerabteilung, armato con veicoli francesi. Questo battaglione fu inviato in Finlandia durante giugno, e fu l'unica unità tedesca dotata di S35 a combattere sul fronte orientale.
Nel 1943 la 21° e 25° Panzerdivision − quasi totalmente distrutte dagli Alleati in Tunisia ed in Russia − furono riformate in Normandia utilizzando alcuni S.35. Alla data del 30 dicembre 1944 erano ancora segnalati venti S.35 in servizio nell'esercito tedesco.
Una parte dei SOMUA catturati furono distribuiti fra gli alleati della Germania nazista. Alcuni esemplari furono ceduti agli italiani che li dislocarono in Sardegna; in seguito all'armistizio questi esemplari furono regalati alla Francia libera, dato che non potevano essere ormai di nessuna utilità. Sei furono ceduti al Regno di Bulgaria che li utilizzò all'interno di unità di polizia, e 2 esemplari furono dati all'Ungheria.
Alcuni S.35 furono ceduti al Governo di Vichy che li trasferì in Nord Africa, inseriti nel 12° RCA (régiment de Chasseurs d'Afrique, in italiano, "reggimento di Cavalleria d'Africa"). In seguito al cambio di fronte delle truppe francesi nordafricane, che si unirono agli Alleati nel 1943, i SOMUA operarono durante la Campagna di Tunisia contro italiani e tedeschi. Dopo aver sfilato durante la parata per la vittoria in Tunisi, la 12° RCA fu dotata di carri americani M4 Sherman, e gli S35 furono dismessi.
Successivamente alla liberazione della Francia nel 1944, fu creata un'unità corazzata, la 13° Régiment de Dragons, usando materiale di produzione francese, fra il quale 17 S35.

## Descrizione tecnica

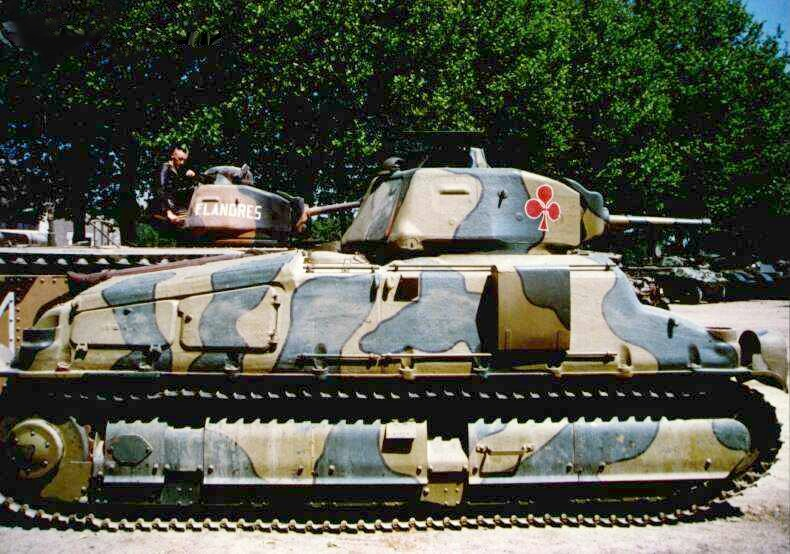
Un SOMUA S35 ancora funzionante al museo di Saumur. È chiaramente visibile la scudatura di protezione delle sospensioni.

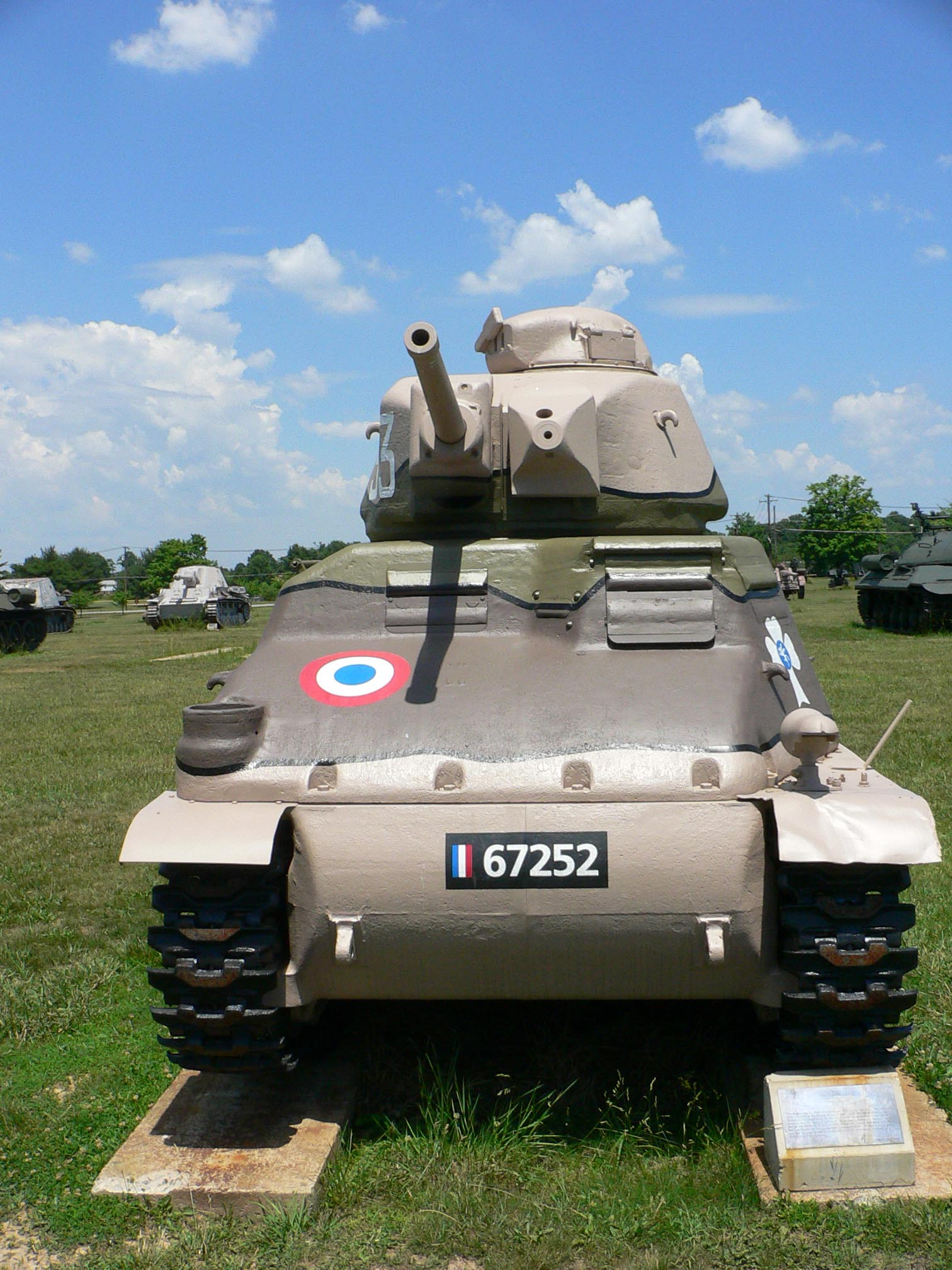
Visuale frontale di un S35. Si possono notare cannone e mitragliatrice, installati in due diversi mantelletti. È anche visibile, al di sopra della mitragliatrice, il foro del telescopio.

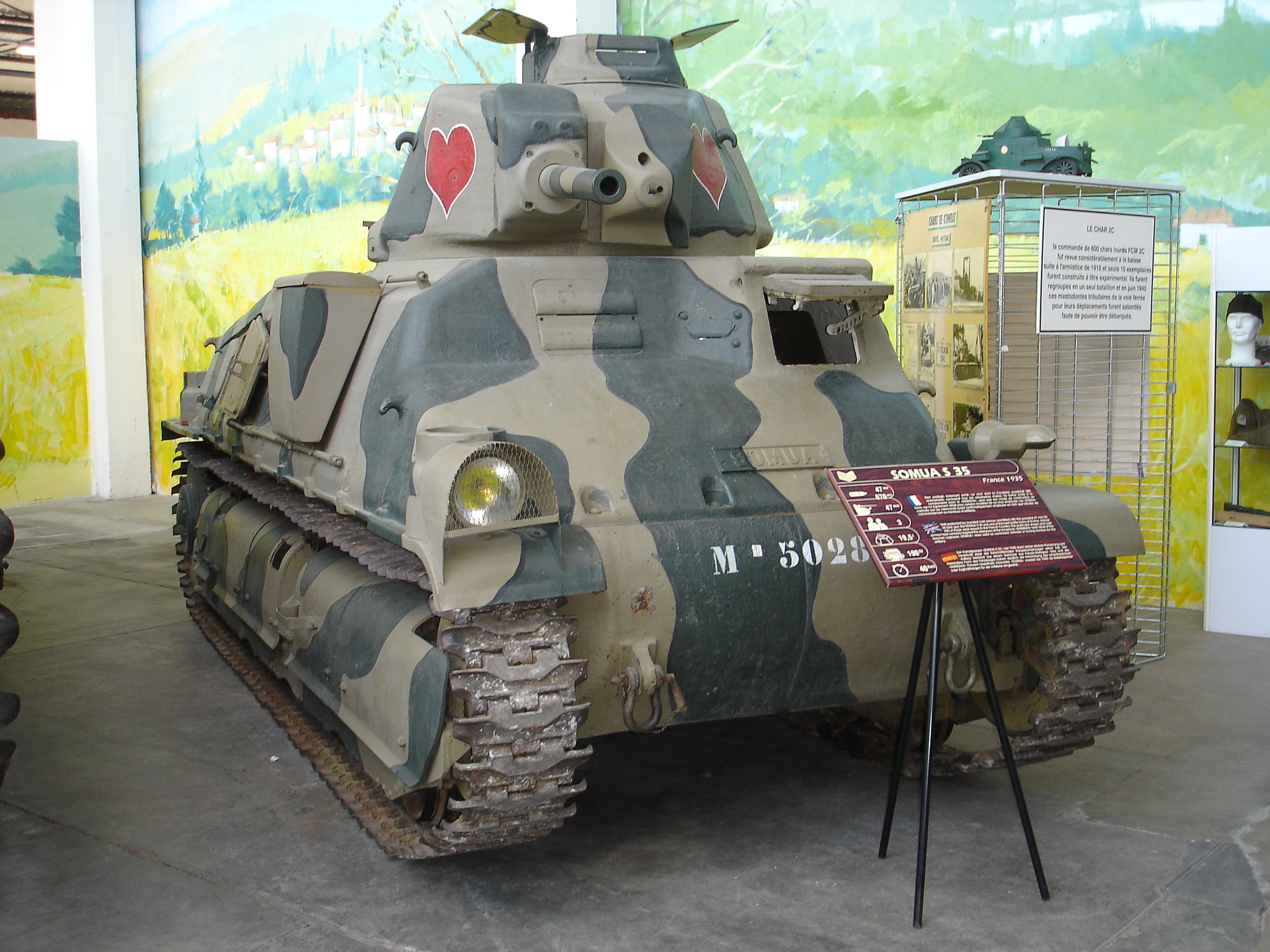
S.35 in esposizione al museo dei blindati di Saumur. È chiaramente visibile il portellone aggiunto sulla cupola dai tedeschi.

Il SOMUA S.35 fu un carro armato di concezione moderna le cui caratteristiche verranno riprese in seguito da carri quali l'M4 Sherman americano.
L'equipaggio era composto da tre componenti (capocarro, operatore radio e pilota), dislocati in un'unica compartimentazione sprovvista di separazioni. L'equipaggio accedeva al carro attraverso una botola situata sul lato sinistro del carro. Era presente un'altra botola d'emergenza sul fondo del carro.
Il capocarro sedeva su una seggiola imperniata sul fondo del compartimento ed in grado di ruotare. Le mansioni di caricamento e puntamento delle armi in torretta erano altresì compito del capocarro, essendo la torretta progettata per ospitare una sola persona. Le munizioni erano stivate in apposite rastrelliere disposte all'interno delle fiancate.
Il pilota sedeva nella parte anteriore sinistra del carro; la visione esterna era possibile attraverso una finestrella corazzata frontale, richiudibile in battaglia. Quando tale finestrella era abbassata, la visuale era ridottissima: un episcopio frontale e due fessure a destra e sinistra.
L'operatore radio sedeva alla destra del pilota: a sua disposizione erano installati due set radio. Davanti alla sua postazione era presente una fessura per la visione esterna.
Lo scafo e la torretta erano ricavati entrambi attraverso fusione; lo scafo era composto da tre sezioni saldate insieme. Una parte, a forma di "ciotola", formava la base del carro; le altre due parti creavano la sovrastruttura. Di queste due parti, una formava la parte anteriore del carro, ospitando la torretta e il compartimento per l'equipaggio; l'altra ospitava il compartimento destinato al motore e alla trasmissione. Questa soluzione, fortemente innovativa per l'epoca, garantiva un'elevata protezione. Il punto debole della corazzatura era costituito dalla saldatura che univa le sezioni superiori a quella inferiore; in quella zona un solo colpo di scarsa potenza poteva facilmente squarciare lo scafo. Tutte le aperture dello scafo e della torretta, compresi gli organi per la visione esterna e l'anello della torretta, erano dotati di materiali sigillanti; ciò permetteva l'isolamento completo dell'ambiente interno, proteggendo l'equipaggio dall'eventuale utilizzo di gas tossici.
Sul parafango destro, in posizione anteriore, era situato un fanale protetto da corazzatura.
La torretta monoposto APX-4, la medesima utilizzata sul Char B1, era a brandeggio elettrico, ma per l'aggiustamento della mira era anche disponibile il classico sistema di rotazione manuale. Nella parte posteriore destra della torretta vi era installata una botola per il capocarro. A sinistra e destra erano presenti delle fessure per la visione esterna, dotate di episcopi. Al di sopra della torretta era installata una cupola, in grado di ruotare di 360°. All'interno di questa si trovavano i principali strumenti d'osservazione del capocarro: un periscopio binoculare e due episcopi. Poco a destra rispetto alla cupola era presente una piccola apertura che poteva essere utilizzata per esporre bandiere di comunicazione senza bisogno di aprire il portellone della torretta.
L'armamento era composto da un cannone da 47 mm SA 35 ed una mitragliatrice coassiale MAC 1931C calibro 7,5mm, inseriti in due mantelletti separati. La mitragliatrice era installata in maniera non ottimale, ed aveva la possibilità di muoversi orizzontalmente, indipendentemente dalla torretta, di soli 10°. Al di sopra della mitragliatrice era installato un telescopio. All'esterno della torretta era possibile installare una mitragliatrice per la difesa antiaerea. Lo stock di munizioni era composto da 118 proiettili per il cannone (90 AP e 28 HE) e 2.250 colpi per mitragliatrice.
Le sospensioni furono progettate da Eugène Brillié, già noto per aver sviluppato il carro armato francese Schneider CA1. Egli lavorò in collaborazione con le fabbriche ceche della Škoda e basò il suo progetto su quello del carro LT vz. 35: otto ruote accoppiate, assemblate su due carrelli, a loro volta montate su un carrello dotato di molle a balestra. Una nona ruota era disposta in fondo al treno di rotolamento, dotata di sospensione autonoma. Il tutto era protetto da una scudatura metallica, rimovibile per le operazioni di manutenzione. I primi 50 veicoli erano dotati di cingoli consistenti di 144 sezioni da 75 mm ciascuna; i veicoli successivi furono dotati di cingoli costituiti da 103 sezioni da 105 mm ciascuna. L'apparato di sospensioni era comunque piuttosto fragile e complicato, e richiedeva un'attenta manutenzione.
Il motore SOMUA V8 da 190 hp, uno dei migliori a disposizione dell'esercito francese, garantiva al carro una buona mobilità e due capienti serbatoi autosigillanti posizionati nella parte posteriore dello scafo, rispettivamente da 100 e 410 litri, una notevole autonomia. Questi erano separati dal compartimento da combattimento da un setto ignifugo. Il motore spillava il carburante dal serbatoio più piccolo che a sua volta si riempiva traendo carburante dal serbatoio più grande. La manutenzione su sospensioni e motore erano lunghe e difficoltose a causa della scarsa accessibilità a questi elementi; sui veicoli di produzione più tarda questo fattore fu preso in considerazione e furono apportate modifiche allo scafo, aggiungendo dei portelloni per facilitare l'accesso alle componenti interne.
L'S35 era dotato di un sistema di estintori automatici, posizionati in punti critici del carro e contenenti bromuro di metile.
Il veicolo doveva inoltre essere dotato di apparecchiatura radio; in realtà tale strumentazione non fu installata su tutti i veicoli.
|            | Scafo [mm] | Torretta [mm] |
| ---------- | ---------- | ------------- |
| Anteriore  | 40         | 56            |
| Lati       | 40         | 56            |
| Ventre     | 20         | -             |
| Posteriore | 40         | 56            |
| Superiore  | 20         | 30            |

| Pressione al suolo | 0,85 kg/cm² |
| Pendenza massima   | 40°         |
| Ostacolo verticale | 75 cm       |
| Trincea            | 2,1 m       |
| Guado              | 1 m         |

## Funzione tattica

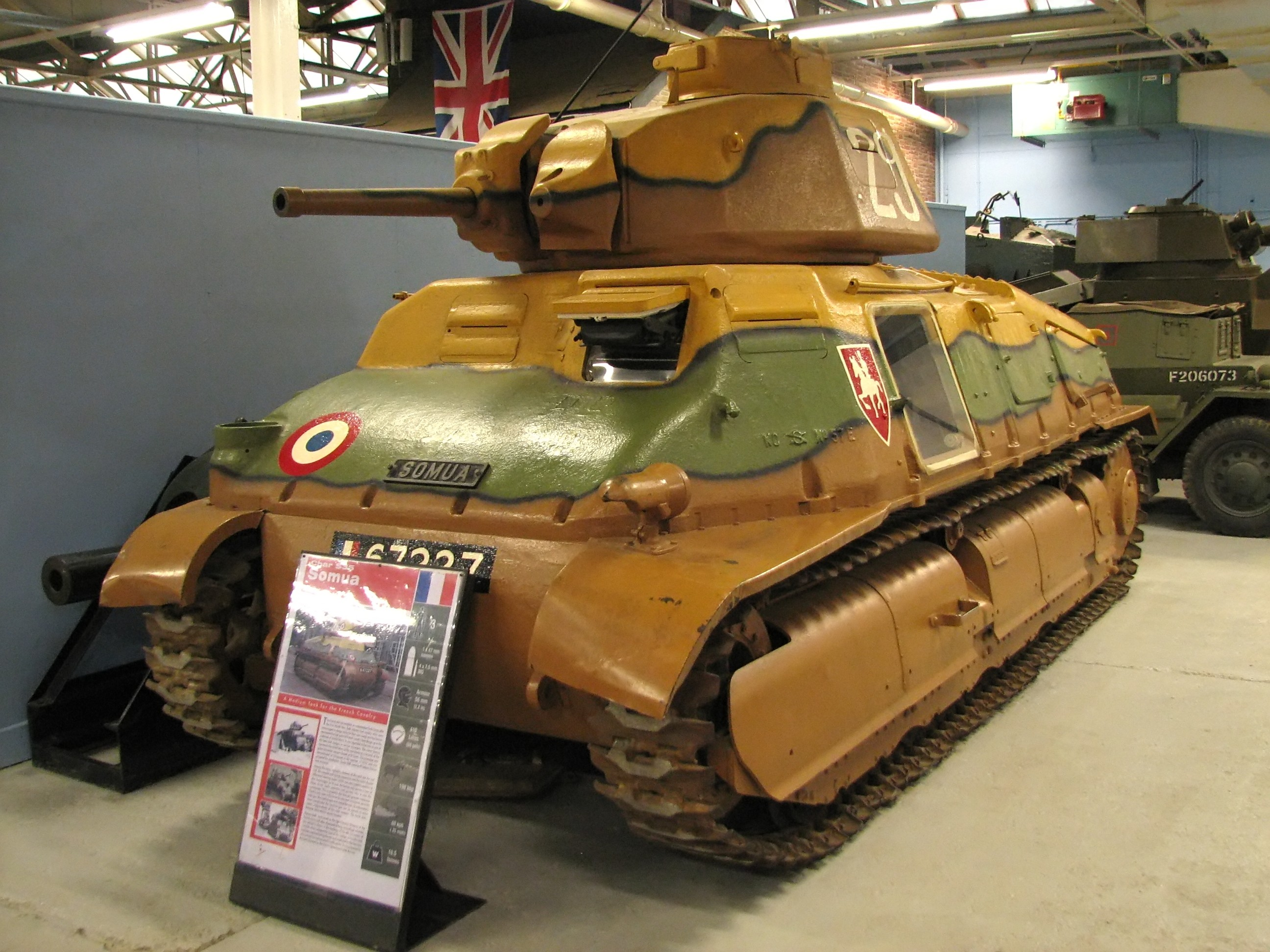
SOMUA S35 al Bovington Tank Museum

Come i britannici e i sovietici, anche i francesi erano convinti della necessità di una stretta divisione di funzioni fra i carri da cavalleria e i carri da fanteria. L'esercito francese si stava disponendo per combattere una guerra difensiva; tuttavia prese in considerazione l'ipotesi realistica che le vicende della guerra avrebbero portato alla necessità di condurre offensive. La teoria militare dell'epoca scomponeva le offensive in due distinte azioni: lo sfondamento delle linee nemiche e la penetrazione all'interno del territorio nemico. Ognuna di queste due fasi veniva svolta da carri diversi. Il Somua S35 era ottimizzato per svolgere la seconda di queste fasi: dotato di buona velocità e autonomia, armato con un potente cannone, poteva facilmente distruggere i Panzer III tedeschi, mentre la sua spessa corazzatura lo rendeva quasi immune al fuoco nemico. Per questi motivi l'S35 è ad oggi considerato il miglior carro medio degli anni trenta. All'epoca, invece, l'opinione della cavalleria francese era ben diversa: riteneva infatti il carro imperfetto in molti aspetti.
Tre erano i principali difetti attribuiti al mezzo, rispettivamente sul piano tattico, operativo e strategico.
Il principale difetto tattico era la cupola senza portellone superiore, che obbligava il comandante a combattere chiuso all'interno, con la conseguente visuale limitata. Questo problema fu causato dall'adozione, legata a motivi di budget, della torretta standard APX, ugualmente montata su altri carri francesi dell'epoca.
Il difetto operativo era la scarsa affidabilità meccanica e la difficoltà di manutenzione di sospensioni e motore, soprattutto nei primi esemplari della produzione.
Il difetto strategico era l'alto prezzo per unità e la difficoltà di produzione dello scafo ottenuto per fusione. Ciò implicò che il numero complessivo di S35 prodotti rimase basso. Fu quindi preferita la produzione dell'Hotchkiss H35, più economico ma con corazzatura, velocità e armamento inferiori. Per rimediare alle limitate possibilità dell'industria francese di produrre le parti dello scafo, nel 1940 furono contattati dei produttori americani; queste trattative furono comunque fermate dalla disfatta di giugno.
È da notare come, fra i difetti rilevati, non fosse presa in considerazione la torretta monoposto: il carrista al suo interno doveva assolvere le funzioni di capocarro, manovrare la torretta, caricare e puntare l'arma.

## Progetti
Dall'S35, SOMUA sviluppò nel 1937 il Char Automoteur Somua S Au 40, un semovente d'artiglieria. Il veicolo era dotato di un cannone da 75 mm, installato nello scafo, a destra del pilota. La torretta venne modificata rimuovendo il cannone. Il treno di rotolamento era dotato di una ruota extra per migliorare le capacità fuori strada, e lo scafo fu ampliato. Ne furono ordinati 72 nel maggio 1940, ma fu costruito un solo prototipo.
Per rimediare alle criticità che l'S.35 aveva mostrato, SOMUA presentò nel 1939 il prototipo AC5. Il progetto, che avrebbe in seguito preso il nome di SOMUA S40, era basato sul telaio del SAu 40, dotato di una torretta saldata ARL 2C e di un nuovo scafo − ottenuto per fusione come il precedente - progettato per ridurre i costi di produzione e aumentare la qualità della corazzatura. Un nuovo tipo di sospensioni aumentava la mobilità del mezzo. L'S.40 era più pesante rispetto all'S35 di circa 400 kg; per compensare, lo scafo fu abbassato di 14 cm. Il nuovo motore era in grado di erogare 230 hp, alzando la velocità massima fino a 45 km/h; tuttavia il nuovo propulsore non fu disponibile fino all'estate del 1940.
L'armamento e gli spessori di corazza rimanevano uguali, ma erano già stati condotti dei test - che avrebbero eventualmente condotto ad un modello "S.41" − per installare una nuova torretta corazzata da piastre saldate da 60 mm. Un primo ordine di produzione di 50 veicoli fu impartito il 21 settembre 1939; il nuovo S40 sarebbe dovuto diventare il principale modello delle forze corazzate francesi. Per sfruttare al massimo le scorte di materiale disponibile, fu pianificato di realizzare i primi 160 esemplari con un progetto "intermedio", cioè installando sull'S40 la torretta dell'S.35. Tuttavia, nessun esemplare fu completato prima della disfatta.
Dopo l'armistizio, i tedeschi pensarono di far ripartire la produzione di SOMUA. Il 28 maggio 1941, l'ambasciatore tedesco in Francia Otto Abetz concluse un accordo con il governo francese di Vichy, il Protocollo di Parigi. Questo includeva l'intenzione di produrre 800 S40: 200 sarebbero stati destinati alla Francia mentre i rimanenti 600 sarebbero andati ad Italia e Germania. Tuttavia, Hitler temette la possibilità di un riarmo francese e declinò la ratificazione del trattato.
Nel novembre 1940 il governo giapponese chiese alla Germania di permettere la produzione di carri SOMUA da acquistare. Quando il Giappone entrò in guerra nel 1942, venne deciso che sarebbero stati prodotti 250 S.40 da destinare all'Esercito imperiale giapponese; il primo esemplare sarebbe stato consegnato entro 12 mesi, e la produzione avrebbe raggiunto gli 8 esemplari al mese dopo 18 mesi. Tuttavia questo accordo rimase solo un progetto mai realizzato.
Nel 1942 il Governo di Vichy ottenne il permesso di re-equipaggiare le proprie truppe con i SOMUA S40; il modello era diventato oramai obsoleto, e i tedeschi non lo trovavano più utile. Due versioni furono considerate, entrambe equipaggiate con torretta FCM, sviluppata originariamente per il Char G1. La prima versione utilizzava un cannone SA 35 manovrato da due carristi in torretta; la seconda versione prevedeva il più potente cannone SA 37, manovrato da 3 carristi. Fu impostata la produzione di 135 veicoli, per equipaggiare tre squadroni da 45 carri ciascuno, ma la produzione fu fermata nel novembre 1942 quando anche i territori amministrati dal Governo di Vichy furono occupati (Operazione Anton).Tuttavia fu portato avanti un progetto clandestino, che sviluppò il SARL 42, dotato della torretta ARL 3 e di un cannone da 75 mm L/32 o L/44 ed era previsto l'utilizzo di un telemetro ottico per mirare. Per limitare il peso, la corazza laterale doveva essere ridotta a 30 millimetri.
Nel 1945 fu proposto di costruire un modello cacciacarri, equipaggiando i rimanenti scafi dei carri S.35 con una sovrastruttura armata con il cannone 17 libbre britannico.

## Versioni e varianti

### Prototipi
- AC2 (1935)

Primo prototipo.
- AC3 (1935)

Secondo prototipo. Dotato di cannone automatico SA 35 L/32 calibro 47 mm.
- AC4 (1935)

Modello pre-serie. Dotato di torretta standard APX e cannone 47 mm SA 34. Prodotto in quattro esemplari.
- SAu 40 (1937)

Semovente d'artiglieria dotato di cannone 75 mm. Rispetto all'S35 aveva una ruota aggiuntiva nel treno di rotolamento e uno scafo più ampio. Prodotto solo un prototipo.
- AC5 (1939)

Prototipo del modello SOMUA S.40. Dotato di torretta saldata ARL 2C, nuovo scafo, nuove sospensioni e motore da 230 hp.

### Versioni di produzione
- S35 (1935)

Modello di produzione. Dotato di cannone 47 mm SA 35. Prodotto in 427 esemplari.

## Utilizzatori
Bulgaria

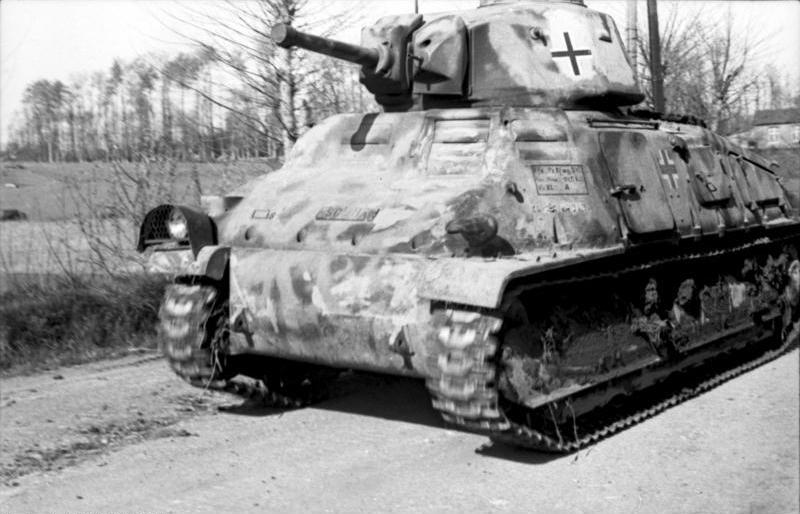
S35 con insegne tedesche dello Heer.

Nel febbraio 1944 i tedeschi assegnarono all'esercito bulgaro una fornitura di 19 carri Hotchkiss H.39 e sei SOMUA S.35 in sostituzione dei precedenti PzKpfw II e PZKpfw III ordinati.. I carri francesi vennero assegnati alla polizia e destinati alla lotta antipartigiana. Alla fine dal mese di agosto 1944, con il deteriorarsi dell'amicizia bulgaro-tedesca, venne a cessare la fornitura di qualsiasi pezzo di ricambio destinato alle forze corazzate bulgare. Nei primi giorni del settembre 1944 la guerriglia partigiana contribuì ad un colpo di Stato, che fece cadere il governo filotedesco del Primo Ministro Bogdan Filov. A partire dal 5 settembre le forze armate bulgare attaccarono, supportate dai mezzi corazzati della Bronirana brigada, le forze tedesche presenti sul territorio nazionale, costringendole alla ritirata, e catturando molti prigionieri. Il giorno otto dello stesso mese la Bulgaria dichiarò guerra alla Germania e, a partire dal 28 settembre, le forze armate furono impiegate contro i tedeschi in Jugoslavia. Nessuno dei carri francesi ricevuti sopravvisse alla guerra..
 Francia
- Armée de terre

Governo di Vichy
 Francia libera
- Forces françaises combattantes

 Germania
- Heer

operò con 297 esemplari.
 Italia
Dopo l'entrata in guerra dell'Italia, il 10 giugno 1940, divenne evidente che la dotazione di carri armati medi del Regio Esercito era largamente insufficiente. Infatti il grosso degli esemplari in servizio era rappresentato dai carri leggeri L.3/33 ed L.3/35. Il 30 dicembre 1940 le autorità tedesche offrirono agli italiani, tramite il generale tedesco Wilhelm Ritter von Thoma, la cessione di un consistente numero di carri leggeri Renault R.35, medi SOMUA S.35 e pesanti Char B.1 di preda bellica. Il 15 gennaio 1941 l'offerta venne incrementata a:
- SOMUA S.35 da 20 tonnellate, 30 subito e 20 dopo 6 settimane.[24]
- Renault R35 da 10 tonnellate, 140 subito e successivamente altri 360 in ragione di 50 mensili
- Renault B.1bis da 30 tonnellate, 23 subito e poi altri 80 in ragione di 20 mensili.

La Direzione Generale della Motorizzazione mandò in Francia un'apposita commissione per ispezionare i carri. Il rapporto della commissione, datato 23 gennaio 1941, riferì che i carri risultavano idonei all'impiego, risultando però notevolmente lenti, tranne gli S.35, e tutti privi di radio.
Nel corso del 1941 almeno 32 carri SOMUA S.35 furono trasferiti in Italia, tramite ferrovia. Lo Stato Maggiore dell'Esercito decise di assegnarli al 4º Reggimento Carristi, su sei battaglioni carri. Il 4º Reggimento venne incaricandolo di costituire un battaglione S.35 da assegnare successivamente 131º Reggimento fanteria carrista della Divisione Corazzata Centauro. La prima intenzione dello Stato Maggiore del Regio Esercito fu di inviare un plotone di Renault R.35 ed uno di SOMUA S.35, accompagnati da quattro autoblindo AB.40 del Reggimento Nizza Cavalleria in Africa Settentrionale.
Il 27 agosto 1941 questa decisione venne abbandonata per la scarsa disponibilità di munizioni e parti di ricambio dei carri di origine francese. Nel frattempo le autorità tedesche decisero di utilizzare tutti i rimanenti carri di preda bellica e comunicarono alle autorità italiane che avrebbero ceduto un totale di 124 carri R.35 e 32 SOMUA S.35. Il 25 dicembre 1941 ne risultavano in servizio complessivamente 32, assegnati al battaglione CC del 131º Reggimento Corazzato, disloccato in Sardegna.
I carri Somua non piacquero comunque fin dall'inizio. Il generale Zanussi scrisse: "Parve ad un certo momento che la cessione del carro medio francese Somua di preda bellica, fosse in grado di risolvere la situazione; e fu un'illusione di breve durata, perché il tipo era lento ed insufficientemente armato". Al riguardo lo studioso Lucio Ceva commenta: "Le opinioni di Zanussi risultano in netto contrasto con ogni ragionevole considerazione tecnica. Solo nel 1942-43 il carro risulterà superato". Dolpo l'armistizio dell'8 settembre 1943 i carri S.35 presenti in Sardegna ebbero un limitatissimo impiego bellico contro le forze tedesche in ritirata verso la Corsica, ed in seguito furono riconsegnati alle forze della Francia Libera del generale Charles de Gaulle.
 Jugoslavia
- esercito del Regno di Jugoslavia

operò almeno con un esemplare.
 Ungheria
- esercito del Regno di Ungheria

operò con due esemplari.